# Corvi (cognome)
Corvi è un cognome di lingua italiana.

## Varianti
Corbello, Corbi, Corbinelli, Corbino, Corboli, Corbu, Corvetti, Corvetto, Corvini, Corvo, Crova, Crovara, Croveri, Crovetti, Crovi, Cuorvo, Curbis.

## Origine e diffusione
Il cognome è tipicamente panitaliano.
Potrebbe derivare dal corvo, animale, da un mestiere o da un toponimo.
La variante Crovi è settentrionale; Cuorvo è napoletano.

## Persone
- Francesco Corvi (1808–post 1886) – patriota e militare italiano
- Giovanni Corvi (1898-1944) – antifascista italiano
- Guglielmo Corvi, noto anche come Guglielmo da Brescia o Guglielmo da Canneto (1250-1326) – medico italiano